# Océan (film, 2008)
Pour les articles homonymes, voir Océan (homonymie).
Pour plus de détails, voir Fiche technique et Distribution.
Océan (Океан) est un film dramatique russo-cubain réalisé par Mikhaïl Kossyrev-Nesterov et sorti en 2008.

## Synopsis
Le protagoniste est un pêcheur, Jorge, le frère aîné d'une famille cubaine pauvre, amoureux de la fière beauté de Marisel. Mais la famille de la jeune fille lui préfère un parti plus favorable - le garde-frontière Angelo. Après le mariage, Marisel et Angelo quittent le village. Jorge se rend à La Havane, où il rencontre l'entraîneur de boxe Fellipe et la séductrice Jasmine, qui l'aident à devenir un champion de boxe. Une rencontre inattendue avec Marisel change le destin de Jorge. Le mari de Marisel et ses partenaires battent brutalement l'amant de sa femme. La défaite lors d'un match de boxe décisif ne fait qu'accroître le désespoir de Jorge. Il rencontre à nouveau Angelo. Jorge est poussé par la vengeance et décide de tuer Angelo. Jorge retourne ensuite à la colonie. Voulant sauver son fils, sa mère lui trouve un bateau. Désormais, seul l'océan peut être son salut et sa libération.

## Fiche technique
- Titre original : Океан[1], Océan[2]
- Réalisation : Mikhaïl Kossyrev-Nesterov
- Scénario : Mikhaïl Kossyrev-Nesterov
- Photographie : Oleg Loukitchov
- Montage : Sergueï Ivanov
- Décors : Marina Ananieva
- Production : Mikhaïl Kossyrev-Nesterov
- Société de production : M-Film, Institut cubain des arts et de l'industrie cinématographiques (ICAIC)
- Pays d'origine :  Russie -  Cuba
- Langue originale : espagnol
- Format : couleur
- Genre : drame
- Durée : 107 minutes
- Dates de sortie :
  - Russie : 3 octobre 2020 (Festival du film de Moscou 2020)

## Distribution
- Jorge Luis Castro : Jorge
- Monse Duany González : Marisel
- Alina Rodrigués Ruis : la mère de Jorge
- Monse Duane Gonzalez : Jasmine
- Nardo Mestre Flores : l'entraîneur de boxe Fellipe

## Production
Lors de sa création en 2008, Océan était le premier projet cinématographique conjoint entre la Russie et Cuba depuis un quart de siècle. L'Institut cubain des arts et de l'industrie cinématographiques (ICAIC) a agi en tant que partenaire. Le tournage a eu lieu au cours du premier semestre 2007 dans le village de pêcheurs de Morillo (complètement détruit par un typhon en 2008) dans la province de Pinar del Rio et dans la ville de La Havane. Outre les acteurs professionnels, le film a été tourné avec la participation active de citoyens cubains ordinaires : pêcheurs et villageois. Le film a été tourné dans des intérieurs naturels. L'équipe de tournage a accompagné les pêcheurs en pleine mer et s'est retrouvée au cœur d'une manifestation de la Journée internationale des travailleurs le 1er mai. De nombreux épisodes ont été tournés en utilisant des techniques de film documentaire, dans l'esthétique des films néoréalistes. Le film a été tourné sous la supervision du KGB cubain. Malgré les contrôles stricts du scénario et de la censure (certaines scènes ont été supprimées, d'autres ont été corrigées), le film a été tourné de manière improvisée, les acteurs prononçant le texte avec leurs propres mots ou les mots du scénario, selon la situation. Certaines scènes ne figuraient pas du tout dans le scénario original et sont nées au cours du tournage. Le rôle principal est tenu par George Luis Castro, étudiant en deuxième année à l'Académie des arts du théâtre de La Havane (il vit actuellement en Espagne).